# Divisione di Patna
Patna è una divisione dello stato federato indiano di Bihar, e ha come capoluogo Patna.
La divisione di Patna comprende i distretti di Patna, Nalanda (detto anche di Bihar Sharif), Bhojpur (detto anche di Arrah), Rohtas (detto anche di Sasaram), Buxar e Kaimur (detto anche di Bhabua).